# 矢板市営バス

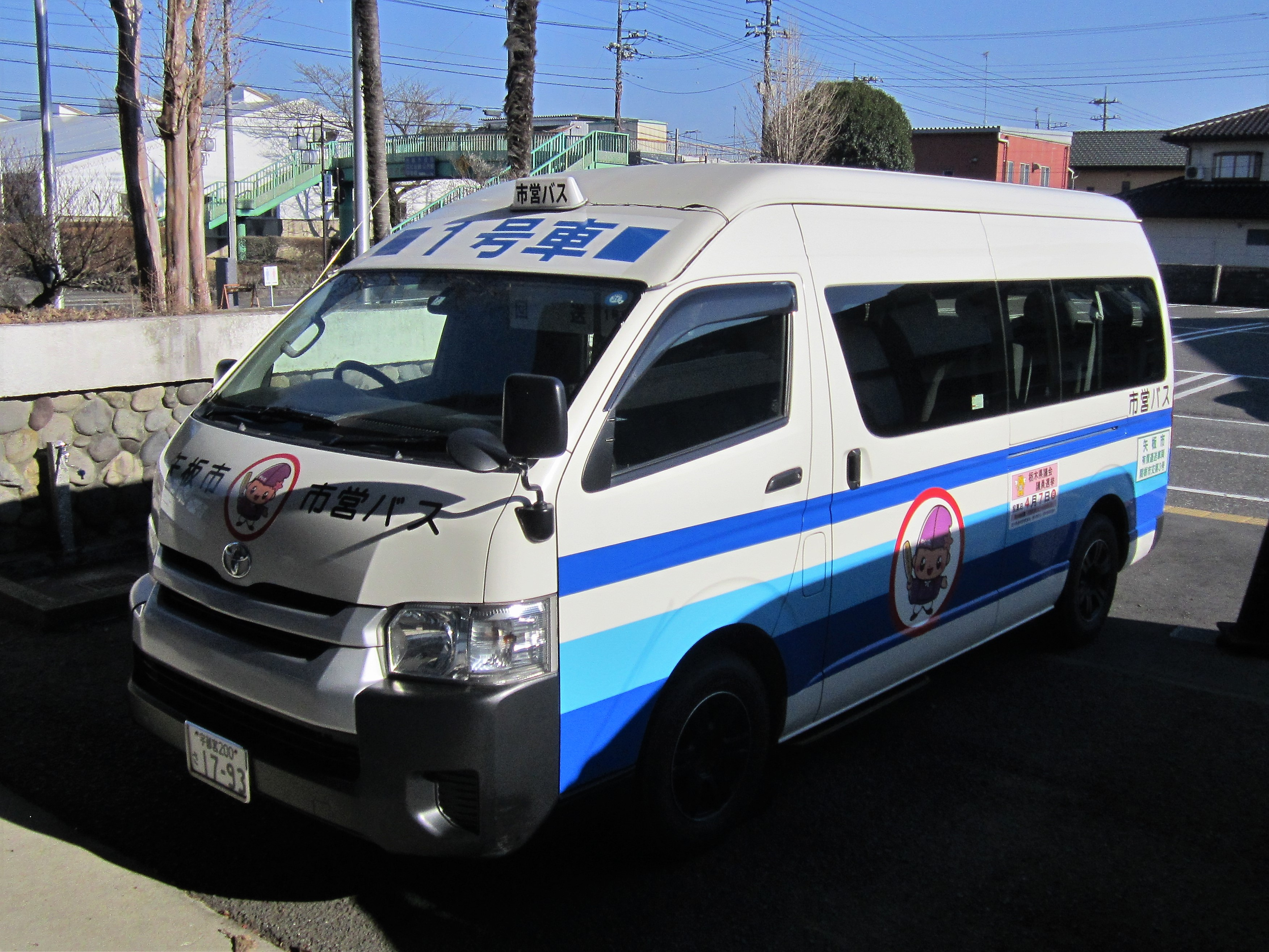
泉線・長井線用の1号車（2019年）

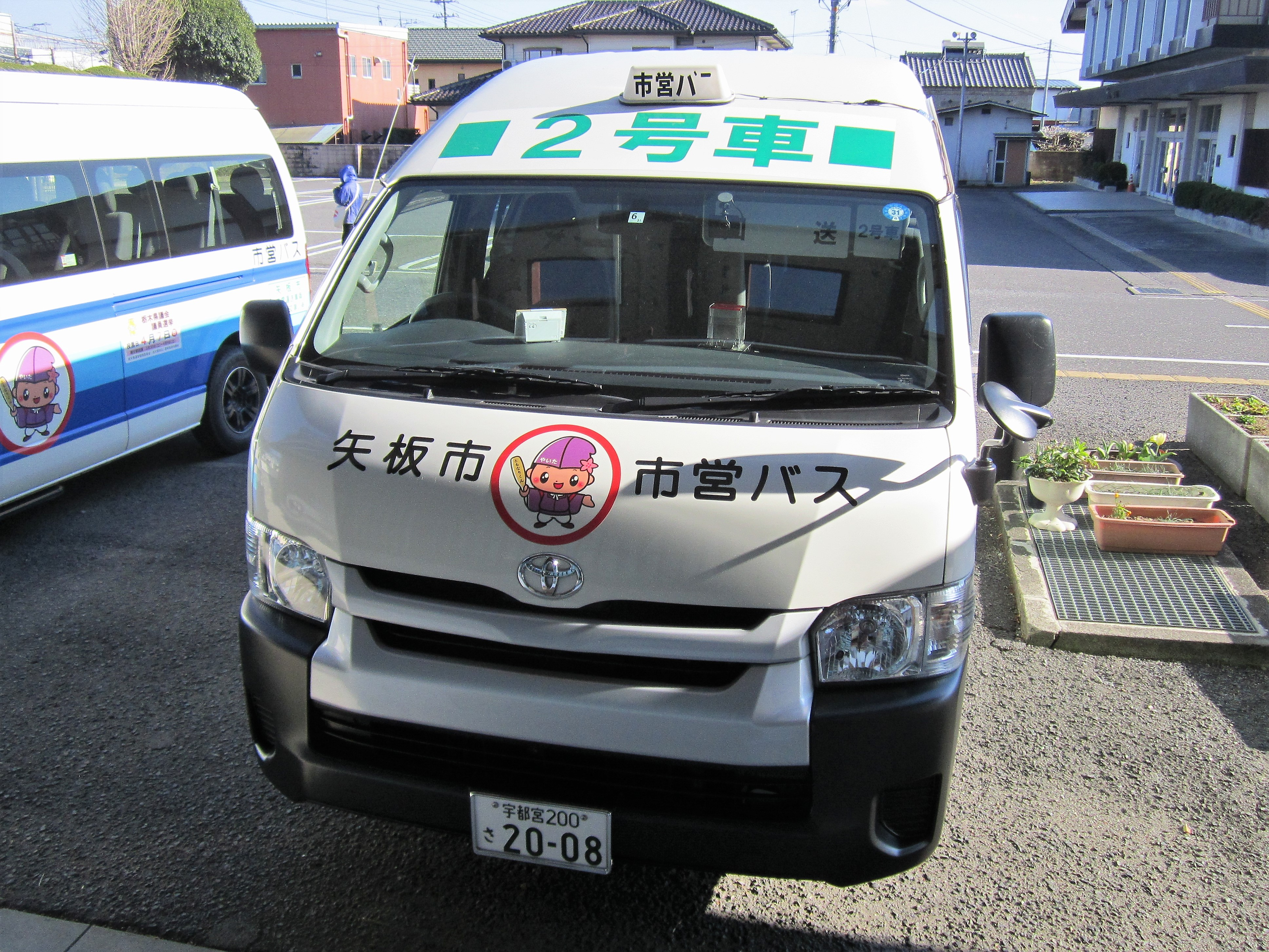
片岡・安沢線用の2号車（2019年）

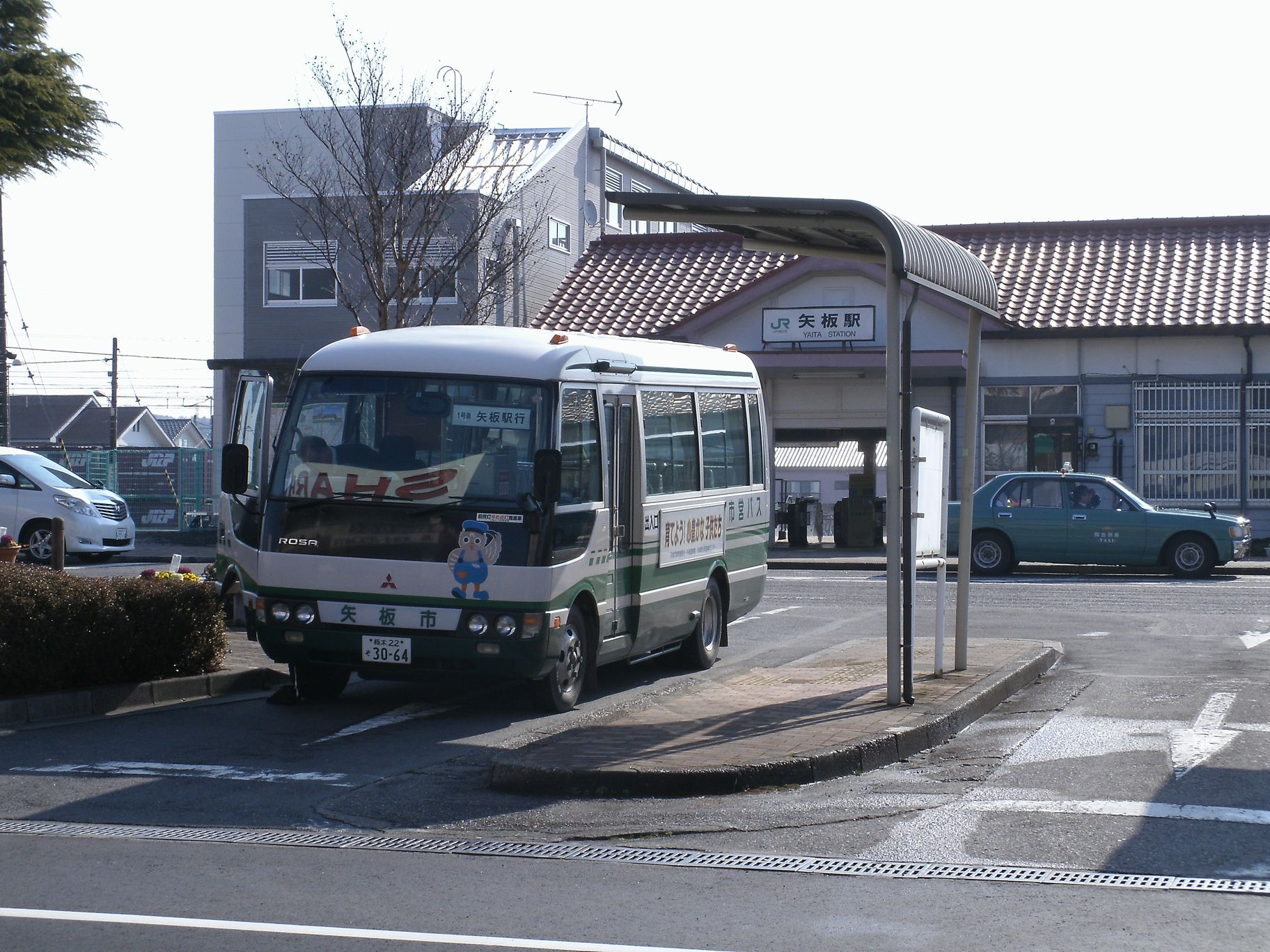
矢板駅前にて（2010年）

矢板市営バス（やいたしえいバス）は、矢板市により運行される市営バス（コミュニティバス）。JR矢板駅、市役所などを拠点に、市内の各地区を結んでいる。白ナンバー車両による自主運行方式で運行されている。
中央循環線を除く路線はデマンド交通への切り替えに伴い、2021年9月30日をもって運行を終了した。中央循環線は「中央部循環路線」と改めて運行を継続している。

## 運行概況

### 2021年10月より
- 運賃：100円
  - 小学生・高齢者・障碍者は半額、未就学児は無料
- 運行日
  - 日曜日、祝日、年末年始（12月29日 - 1月3日）は運休。

### 2021年9月まで
運賃
- 1回乗車
  - 大人（中学生以上）：300円均一
  - 小学生、高齢者（65歳以上）、障害者（身体障害者手帳・精神障害者手帳・療育手帳の提示者）、その付添人（障害者1名につき1名）：150円均一
  - 乳幼児、小学生・高齢者の障害者：無料（幼児は大人1名につき3名まで）
- 1日乗車券
  - 大人：500円
  - 小学生、高齢者、障害者：250円
- 回数券
  - 大人：3,000円（12枚綴り）
  - 小学生、高齢者、障害者：1,500円（12枚綴り）
- 定期券
  - 大人、学生（中高大学生）、障害者、小学生・高齢者の4区分で1か月・3か月。

運転日
- 日曜日、祝日、年末年始（12月29日 - 1月3日）は運休。

## 現行路線

### 中央部循環路線
- 城の湯温泉センター → 塩谷病院前 → 矢板駅（西口） → 矢板市役所 → 長峰公園入口 → 矢板駅東口 → 東町 → 塩谷病院前 → 城の湯温泉センター

## 廃止路線

### 中央環状線(旧)
- 矢板駅 → 矢板中央高校前 → 矢板駅東口 →　矢板東高校前 → （城の湯温泉センター） → 矢板市役所 → 矢板駅

### 泉線
- 矢板駅 → 矢板市役所 → 荒井 → 上太田 → 泉げんきセンター前 → 兵庫畑 → 郷土資料館前 → 泉げんきセンター前 → 上太田 → 荒井 → 矢板駅 → 塩谷病院前 → 城の湯温泉センター → 矢板駅

JRバス矢板北線代替路線

### 長井線
- 矢板駅 → 矢板市役所 → 荒井 → 上長井 → 泉げんきセンター前 → 兵庫畑 → 郷土資料館前 → 泉げんきセンター前 → 上太田 → 荒井 → 矢板駅 → 塩谷病院前 → 城の湯温泉センター → 矢板駅

JRバス矢板北線代替路線

### 片岡・安沢線
- 片岡駅 → コリーナ西口 → コリーナ矢板 → 片岡駅 → 矢板南病院前 → 上安沢 → 矢板東高校前 → 矢板駅 → （城の湯温泉センター）
- 矢板駅 → 矢板市役所 → （城の湯温泉センター） → コリーナ西口 → コリーナ矢板 → 片岡駅 → 境林 → 城の湯温泉センター → 矢板駅 → 矢板東高校前 → 上安沢 → 矢板南病院前 → 片岡駅

### 沢線
- 矢板駅 → 矢板中央高校前 - 荒井市営住宅前 → 赤坂橋 → 屋敷添 → 沢観音前 → 宮田 → ハッピーハイランド中央 → 矢板駅

### 塩田線
- 矢板駅 - 矢板市役所 - 幸ヶ岡団地北 - 塩田公民館前 - 片俣公民館前 - 城の湯温泉センター - 矢板駅